# Championnat de Brunei de football 2005-2006
Navigation
Saison précédente Saison suivante
La saison 2005-2006 du Championnat de Brunei de football est la quatrième édition du championnat national de première division à Brunei. Les dix meilleurs clubs du pays sont regroupés au sein d'une poule unique où ils s'affrontent à deux reprises. En fin de saison, les deux derniers du classement sont relégués tandis que le 8e doit disputer un barrage de promotion-relégation.
C'est le QAF FC qui remporte la compétition, après avoir terminé en tête du classement final, avec deux points d'avance sur MS ABDB et trois sur AH United. C'est le tout premier titre de champion du Brunei de l'histoire du club.
En janvier 2006, le tenant du titre, DPMM FC, décide d'abandonner la compétition afin de pouvoir s'engager en deuxième division malaisienne, avec pour objectif de disputer la Super League Malaysia. Tous ses résultats sont donc annulés. La fédération décide en fin de saison d'étendre le championnat à douze équipes, ce qui permet à Indera FC d'éviter le barrage de promotion-relégation.

## Les clubs participants
- QAF FC
- NBT Berakas FC - Promu de D2
- AH United FC
- DPMM FC
- Jerudong Football Club
- Bandaran Football Club - Promu de D2
- Kasuka Football Club
- Wijaya United
- Indera Football Club
- MS ABDB

## Compétition

### Classement
Le classement est établi sur le barème de points classique (victoire à 3 points, match nul à 1, défaite à 0).
| Rang | Équipe                  | Pts | J  | G  | N | P  | Bp | Bc | Diff |
| ---- | ----------------------- | --- | -- | -- | - | -- | -- | -- | ---- |
| 1    | QAF FC                  | 41  | 16 | 13 | 2 | 1  | 69 | 26 | +43  |
| 2    | MS ABDB                 | 39  | 16 | 12 | 3 | 1  | 67 | 20 | +47  |
| 3    | AH UnitedC              | 38  | 16 | 12 | 2 | 2  | 65 | 17 | +48  |
| 4    | Wijaya United           | 29  | 16 | 8  | 5 | 3  | 33 | 21 | +12  |
| 5    | NBT Berakas FCP         | 19  | 16 | 6  | 1 | 9  | 26 | 35 | -9   |
| 6    | Kasuka FC               | 15  | 16 | 4  | 3 | 9  | 23 | 50 | -27  |
| 7    | Jerudong FC             | 11  | 16 | 3  | 2 | 11 | 23 | 45 | -22  |
| 8    | Indera FC               | 10  | 16 | 3  | 1 | 12 | 25 | 70 | -45  |
| 9    | Bandaran Football ClubP | 4   | 16 | 1  | 1 | 14 | 27 | 74 | -47  |
|      | DPMM FCT Abandon        | 33  | 12 | 11 | 0 | 1  | 56 | 4  | +52  |

|  | Champion de Brunei 2005-2006                                                 |
|  | Relégation directe en deuxième division                                      |
|  | Abandon en cours de compétition                                              |
|  | T : Tenant du titre C : Vainqueur de la Coupe de Brunei P : Club promu de D2 |

## Bilan de la saison
| Championnat de Brunei de football 2005-2006 |                        |
| Champion                                    | QAF FC (1er titre)     |
| Coupes et trophées                          |                        |
| Vainqueur de la Coupe de Brunei 2005-2006   | AH United              |
| Qualifications continentales                |                        |
| Coupe du président de l'AFC 2007            | Aucun                  |
| Promotions et relégations                   |                        |
| Promus en B-League                          | March United FC        |
| Promus en B-League                          | Majra Football Club    |
| Promus en B-League                          | Sengkurong FC          |
| Promus en B-League                          | Brunei Shell FC        |
| Relégués en Premier-II                      | Bandaran Football Club |